# Teriańska Rówień

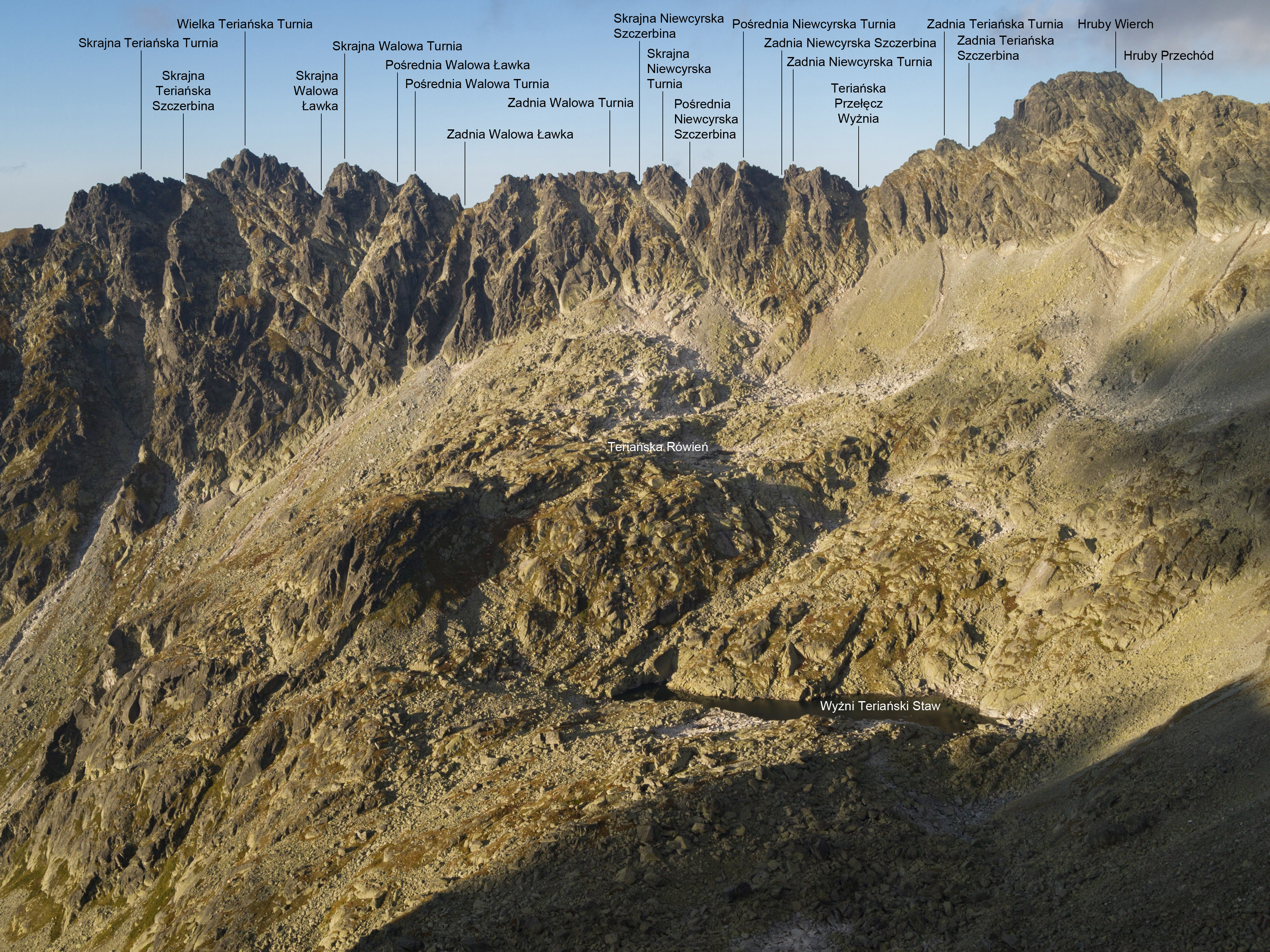
Widok z południowego wschodu

Teriańska Rówień – położona na wysokości około 2200–2250 m niewielka rówień w dolinie Niewcyrka w słowackich Tatrach Wysokich. Jest jej najwyższym piętrem. Znajduje się pod zachodnią ścianą Hrubego Wierchu. Jest niezbyt stroma i piarżysta. Na równi tej jest kilka niewielkich stawów, którym Władysław Cywiński nadał nazwę Teriańskie Oka. Ku zachodowi rówień opada stromą ścianą o wysokości około 100 m. 
Nazwę równi nadał Władysław Cywiński w 14 tomie przewodnika wspinaczkowego. Rówień ma znaczenie orientacyjne, gdyż zaczyna się na niej kilka dróg wspinaczkowych. Obecnie jednak Niewcyrka to obszar ochrony ścisłej TANAP-u z zakazem wstępu.

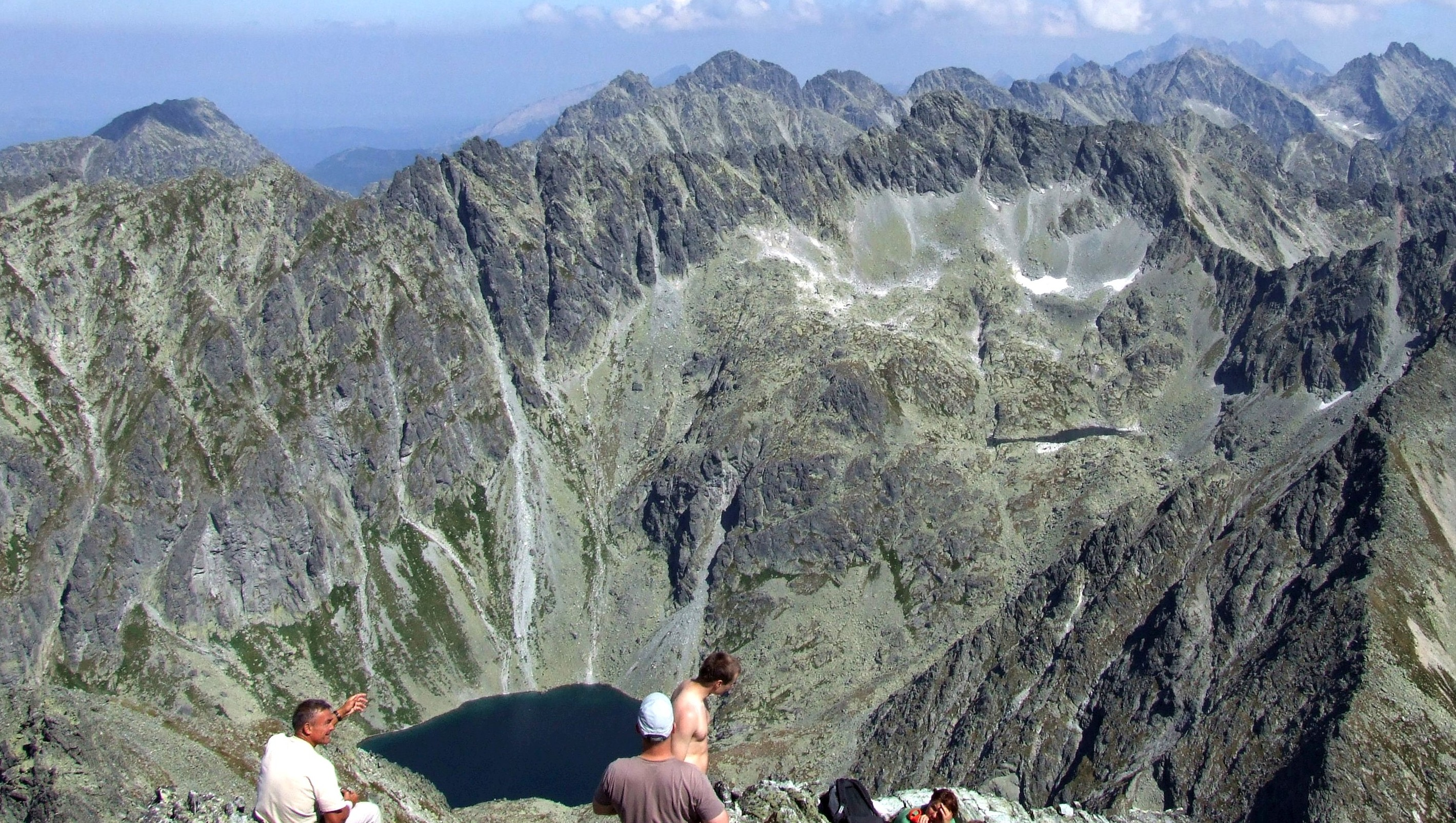
Widok na Niewcyrkę i Teriańską Rówień z Krywania